# Altunçanak, Gölbaşı
Altunçanak là một xã thuộc huyện Gölbaşı, tỉnh Ankara, Thổ Nhĩ Kỳ. Dân số thời điểm năm 2011 là 59 người.